# Marathon de Yokohama
Le marathon de Yokohama est un des plus importants marathons organisés annuellement au Japon, à Yokohama depuis le 15 novembre 2009. Il est réservé aux femmes en remplacement de la catégorie féminine du marathon de Tokyo, qui s'y est tenu de 1979 à 2008. Il a le label argent du IAAF Road Race Label Events. Normalement organisé en novembre, à l'exception de la deuxième édition qui s'est courue en février 2011.

## Parcours
Yamashita Park→Industrial Trade Center→Douanes de Yokohama→Kanagawa Prefectural office→Chinatown→Yamashita Park→Industrial Trade Center→Minato Mirai 21→Gare de Yokohama→Gare de Sakuragichō→Yokohama Stadium→Yamanote Park→Yamashita Park→Industrial Trade Center→Minato Mirai 21→Gare de Yokohama→Gare de Sakuragichō→Yokohama Stadium→Yamanote Park→Industrial Trade Center→Yamashita Park (Finish).

## Vainqueurs
| Année      | Athlète          | Pays   | Temps           |
| ---------- | ---------------- | ------ | --------------- |
| 2009       | Kiyoko Shimahara | Japon  | 2 h 28 min 51 s |
| 2011 (fév) | Yoshimi Ozaki    | Japon  | 2 h 23 min 56 s |
| 2011 (nov) | Ryoko Kizaki     | Japon  | 2 h 26 min 32 s |
| 2012       | Lydia Cheromei   | Kenya  | 2 h 23 min 07 s |
| 2013       | Albina Mayorova  | Russie | 2 h 25 min 55 s |
| 2014       | Tomomi Tanaka    | Japon  | 2 h 26 min 57 s |